# بای د گایینرا

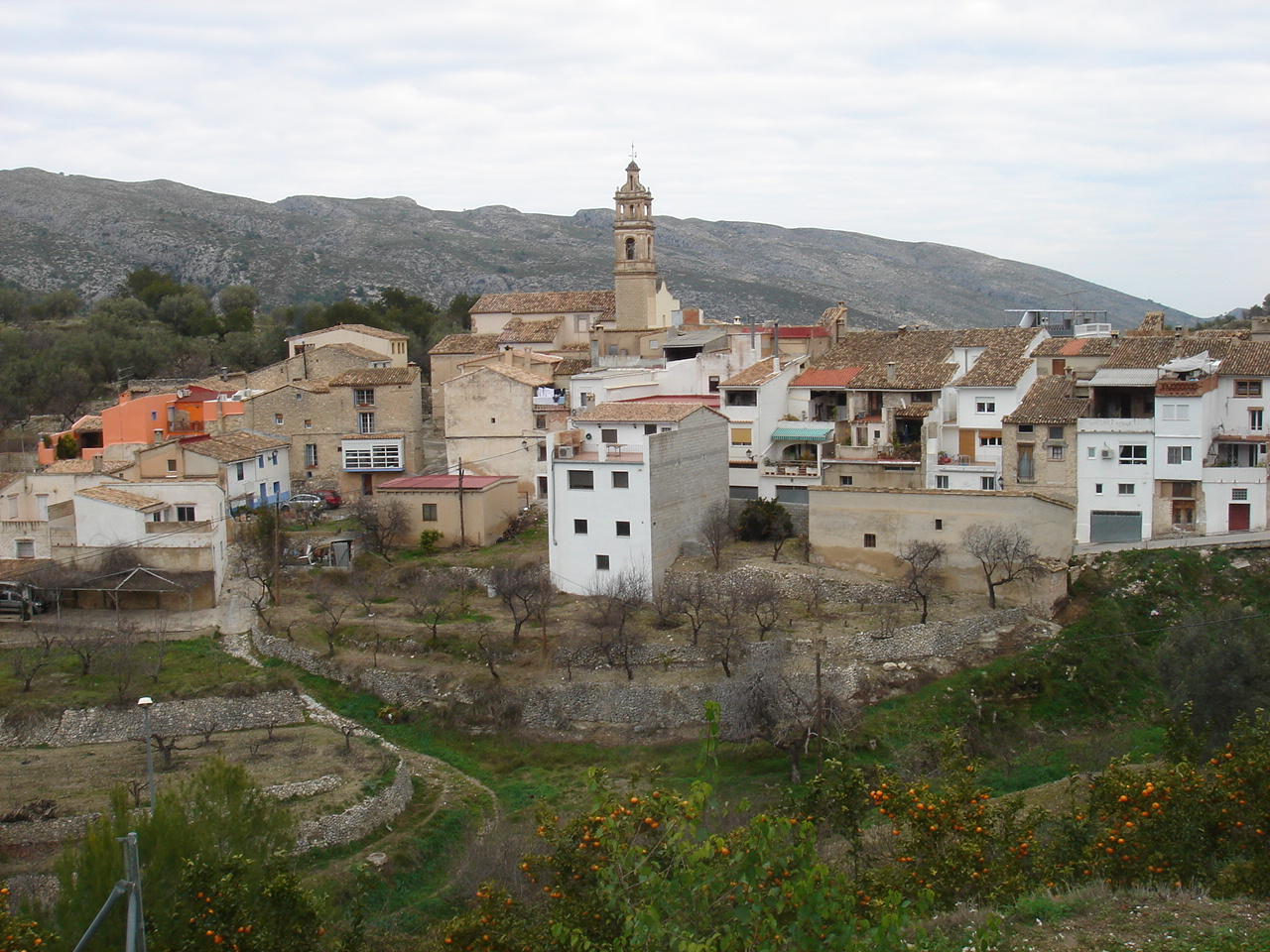
نمایی از دهستان بای د گایینرا در استان آلیکانتهٔ اسپانیا – ۲۰۰۶

بای د گایینرا دهستانی در استان آلیکانتهٔ اسپانیا است.
در این دهستان ۶۲۳ نفر زندگی می‌کنند. مساحت این دهستان ۵۳٫۷۱ کیلومتر مربع است.